# Cheillophota
Cheillophota là một chi bướm đêm thuộc họ Erebidae.